# Queerdans

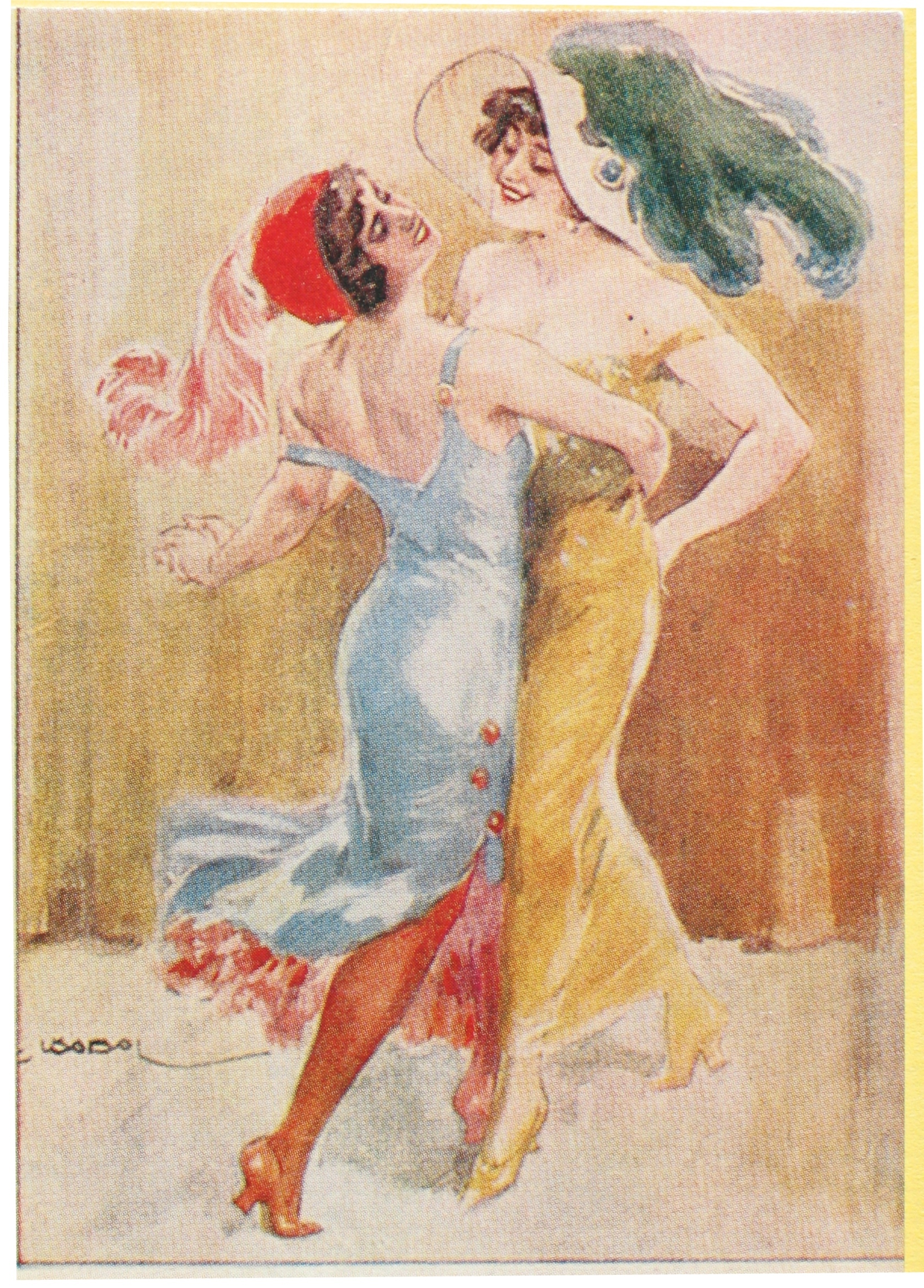
Queertango (1920).

Queerdans handlar om att ifrågasätta heteronormen i dans. Till exempel frångås vanan att det är mannen som för och kvinnan som följer i pardans.

## Beskrivning
På queerdanskurser får alla lära sig både att föra och följa, syftet är att förar- och följarrollerna inte ska vara kopplade till könstillhörighet. I vissa fall upplöses rollerna och båda i paret kan ta initiativ. Dessutom frångås normen att ett danspar består av en man och en kvinna. Alla kan bjuda upp och alla kan dansa med alla. Queerdans syftar också till frihet vad gäller könsidentitet. Det ges utrymme för andra uttryck än de som traditionellt sett är förknippade med ett visst kön.
Könsneutral danspedagogik, där pedagogen väljer att tala om förar- och följarroller i stället för män och kvinnor, har förekommit tidigare. Det som utmärker queerdans är att det finns en gemensam medvetenhet kring könsroller och genusfrågor hos alla deltagare och en intention att aktivt bryta mot heteronormen.

## Varianter
Queerdans finns inom flera olika pardansgenrer, till exempel queertango, queersalsa, queerlindy och queerpolska.
Queertango är tango som ifrågasätter den heterosexuella normen. I dansen visar sig heteronormativiteten tydligast i att mannen ses om den självklara föraren och kvinnan som följare. Därför försöker man ofta i queertango att frikoppla förar- och följarrollen från sin könsbundenhet. Det finns flera internationella festivaler på temat.
Queertangons pedagogik innefattar rollbyten, växlande varianter av dansfattningen samt övningar i delat initiativtangande. Dessa övningar syftar dels till att frikoppla dansarnas kön från vilken roll de antar i tangon, dels till att sudda ut fasta roller. De flesta teknikerna förekom i tangoundervisning redan innan queerbegreppet uppstod; skillnaden är att de nu används i det särskilda syftet att lyfta fram en queer agenda.
En stor del av queertangons utövare utgörs av HBT-personer ("tango för queera"). Det finns också människor som utövar queertango för att de instämmer med den akademiskt influerade queerteoretiska kritiken av tangon ("queer tango").